# Österrikes förbundspresident

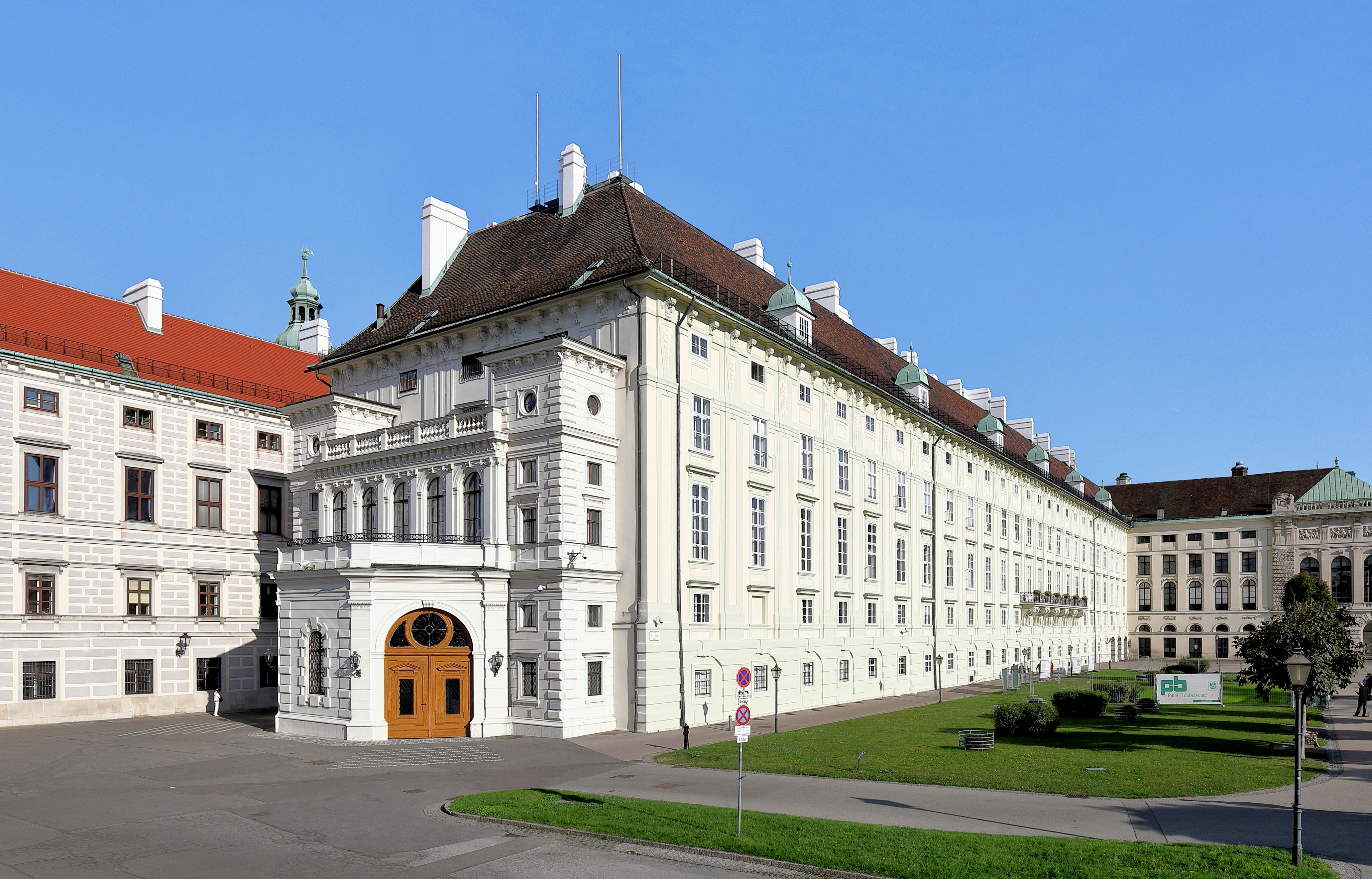
Leopoldsflygeln (Leopoldinischer Flügel) i Hofburg i Wien som inrymmer presidentkansliet (Präsidentschaftskanzlei).

Österrikes förbundspresident (tyska: Bundespräsident Österreichs) är Österrikes statsöverhuvud, som väljs direkt av det österrikiska folket för en mandatperiod på sex år och kan omväljas en gång. Förbundspresidentens residens ligger i Hofburg i centrala Wien. Förbundspresidenten utser formellt förbundskanslern och ministrarna i förbundsregeringen.
Alexander Van der Bellen, Österrikes nuvarande president, valdes i december 2016 för en första mandatperiod.

## Val av förbundspresident
Österrikes förbundspresident väljs i allmänna och direkta val. Röstberättigade är alla österrikiska medborgare som har fyllt 18 år. Valbara är alla österrikiska medborgare som har fyllt 35 år och som inte är medlemmar av regerande kungahus eller medlemmar av en släkt som någon gång regerat.
Förbundspresidentens mandatperiod är på sex år. Han eller hon kan omväljas en gång. 

## Förbundspresidentens uppgifter
Förbundspresidentens uppgifter är i första hand representativa och ceremoniella. Ändock har han eller hon vissa politiska befogenheter. 
Den politiskt viktigaste befogenheten är att utse regeringen. Förbundspresidenten ger efter ett nationalrådsval en partiordförande i uppdrag att bilda regering. Det måste inte nödvändigtvis vara det största partiets ordförande (som det till exempel var år 2000). Lyckas partiordföranden med detta utnämner presidenten förbundskanslern och – på dennes förslag – ministrarna. Förbundspresidenten kan därvid vägra att utse föreslagna ministrar, vilket har hänt. Förbundspresidenten har också befogenheten att entlediga enskilda ministrar på förslag av förbundskanslern. Han eller hon kan också entlediga hela regeringen och upplösa nationalrådet, något som hittills aldrig har hänt.
Förbundspresidenten verkar också som statens notarius publicus. Han eller hon attesterar nya lagar och lagändringar och prövar att de har kommit till i enlighet med författningen, men förbundspresidenten har inte befogenhet att pröva dem med avseende på innehållet, vilket är författningsdomstolens uppgift. Dessutom har förbundspresidenten befogenhet att utnämna statliga ämbetsmän, officerare och domare. Utnämningsrätten är delvis delegerad till ministrarna, utom när det gäller de högsta positionerna. Även benådningsrätten ligger hos förbundspresidenten.
Förbundspresidenten är formellt sett högste befälhavare för Österrikes försvarsmakt.

## Förbundspresidentens entledigande
Förbundspresidenten kan i förtid avsättas efter en folkomröstning. Beslut om folkomröstning tas av nationalrådet och kräver en majoritet på två tredjedelar. Efter beslutet får förbundspresidenten inte utöva sitt ämbete fram till folkomröstningen. Skulle en majoritet rösta för förbundspresidenten, anses han eller hon vara omvald varvid nationalrådet upplöses och nyval utlyses.

## Regler vid förhinder
Om förbundspresidenten är förhindrad att utöva sitt ämbete fungerar förbundskanslern som ställföreträdare i högst tjugo dagar. Efter tjugo dagar övertas vikariatet av ett kollegium bestående av de tre talmännen i nationalrådet. Dör förbundspresidenten tar talmanskollegiet över direkt.

## Österrikes förbundspresidenter sedan 1918
| Första republikens förbundspresidenter (1918–1938) |          |                          |           |                                   |                               |
| Nr | Porträtt | namn                     | född–död  | ämbetsperiod                      | parti                         |
| 1 |          | Karl Seitz               | 1869–1950 | 30 oktober 1919–9 december 1920   | Socialdemokraterna (SDAPÖ)    |
| 2 |          | Michael Hainisch         | 1858–1940 | 9 december 1920–10 december 1928  | Fristående                    |
| 3 |          | Wilhelm Miklas           | 1872–1956 | 10 december 1928–12 mars 1938     | Kristligtsociala partiet (CS) |
| Från 1938 till krigsslutet 1945 var Österrike del av Stortyska riket och Tysklands führer och rikskansler Adolf Hitler (NSDAP) var Österrikes statsöverhuvud.                        |          |                          |           |                                   |                               |
| |          |                          |           |                                   |                               |
| Andra republikens förbundspresidenter (från 1945) under allierad ockupation fram till 1955, därefter statschef för en återupprättad suverän stat enligt Österrikiska statsfördraget. |          |                          |           |                                   |                               |
| Nr | Porträtt | namn                     | född–död  | ämbetsperiod                      | parti                         |
| 1 |          | Karl Renner              | 1870–1950 | 20 december 1945–31 december 1950 | SPÖ                           |
| 2 |          | Theodor Körner           | 1873–1957 | 21 juni 1951–4 januari 1957       | SPÖ                           |
| 3 |          | Adolf Schärf             | 1890–1965 | 22 maj 1957–28 februari 1965      | SPÖ                           |
| 4 |          | Franz Jonas              | 1899–1974 | 9 juni 1965–24 april 1974         | SPÖ                           |
| 5 |          | Rudolf Kirchschläger     | 1915–2000 | 8 juli 1974–8 juli 1986           | Fristående                    |
| 6 |          | Kurt Waldheim            | 1918–2007 | 8 juli 1986–8 juli 1992           | ÖVP                           |
| 7 |          | Thomas Klestil           | 1932–2004 | 8 juli 1992–6 juli 2004           | ÖVP                           |
| 8 |          | Heinz Fischer            | född 1938 | 8 juli 2004–8 juli 2016           | SPÖ                           |
| 9 |          | Alexander Van der Bellen | född 1944 | från 26 januari 2017–sittande     | Oberoende/De gröna            |